# Georges Berr

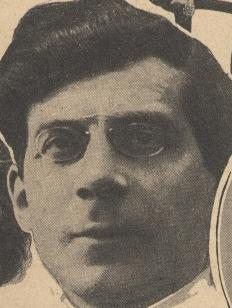
Georges Berr 1917

Georges Berr (* 30. Juli 1867 in Paris; † 25. Juli 1942 in Paris) war ein französischer Schauspieler, Autor und Regisseur.

## Leben und Werk
Georges Berr war der Onkel des französischen Schauspielers Jean-Pierre Aumont und dessen Bruder, der französische Regisseur und Drehbuchautor François Villiers.
Als Schauspieler war er von 1886 bis 1923 Mitglied und Sociétaire der Comédie-Française. Er stand unter anderem 1902 in der Operette Princesse Bébé von Louis Varney auf der Bühne.
Georges Berr war auch bekannt unter den Pseudonymen Colias und Heinrich Bott, unter denen er mehrerer Dramen schuf – auch in Zusammenarbeit mit Louis Verneuil – wie
L’Amant de Madame Vidal, La Pomme, L’École des contribuables oder Guignol, un cambrioleur sowie Lustspiele wie Meine Schwester und ich.
Für René Clairs frühes Meisterwerk Die Million aus dem Jahr 1931 lieferte er zusammen mit Marcel Guillemaud die literarische Vorlage und schrieb die Dialoge zu Filmen wie La Porteuse de pain (1934) oder Ferdinand le Noceur (1935).
Georges Berr starb 1942 im Alter von fast 75 Jahren in Paris.

## Filmografie (Auswahl)
Literarische Vorlage
- 1914: The Million (UA des Theaterstückes dt. 11.5.1911 Berliner Neuen Schauspielhaus, UA filmische Umsetzung 1912 Theater Danzig)
- 1920: La principessa Bebè
- 1927: The World at Her Feet (Maître Bolbec and son mari)
- 1929: Meine Schwester und ich
- 1931: Die Million (Le Million)
- 1932: Azaïs
- 1932: Un coup de téléphone
- 1933: Caprice de princesse
- 1933: Meine Schwester und ich
- 1934: L’École des contribuables
- 1935: Parlez-moi d’amour
- 1937: Ein Mordsschwindel (True Confession)
- 1938: Le Train pour Venise
- 1941: My Life with Caroline
- 1946: Cross My Heart (Alternativtitel True Confessions)
- 1949: Ma tante d’Honfleur
- 1950: Min syster och jag
- 1951: Le Passage de Vénus
- 1956: Meine Schwester und ich (Fernsehfilm)
- 1966: Meine Schwester und ich (Fernsehfilm)
- 1968–1985: Au théâtre ce soir (acht Folgen)
- 1970: Le Train pour Venise (Fernsehfilm)
- 1990: Min syster och jag (Fernsehfilm)

Drehbuch
- 1934: Maître Bolbec et son mari
- 1934: La Porteuse de pain
- 1935: Ferdinand le Noceur
- 1934: Le Bossu
- 1935: Le Bébé de l’Escadron
- 1937: Un scandale aux galeries

Regie
- 1909: L’Enfant prodigue
- 1910: Les Précieuses ridicules